# Laura Baggi
Laura Baggi (née le 2 janvier 1992 à Lodi) est une joueuse italienne de volley-ball. Elle mesure 1,91 m et joue au poste de réceptionneuse-attaquante. 

## Clubs
| Club          | Pays   | De        | À         |
| ------------- | ------ | --------- | --------- |
| Club Italia   | Italie | 2009-2010 | 2010-2011 |
| Crema Volley  | Italie | 2011-2012 | 2011-2012 |
| Volley Towers | Italie | 2012-2013 | …         |

## Palmarès
- Championnat d'Europe des moins de 20 ans
  - Vainqueur : 2010.
- Championnat du monde des moins de 20 ans
  - Vainqueur : 2011.